# Лейкоксен
Лейкоксен (рос. лейкоксен; англ. leucoxene; нім. Leukoxen n) — полімінеральний мікрокристалічний агрегат оксидів титану (рутилу, анатазу і брукіту), кінцевий продукт зміни ільменіту, рідше — сфену, перовськіту та ін. мінералів титану.

## Загальний опис
Склад і фізичні властивості змінні. Основні компоненти: ТіО2; (бл. 80-90 %) і Fe2О3 (6-15 %). Вміст FeO менше 2 %. Колір ясно-коричневий, сірий, жовтуватий до білого. Густина 3,6-4,3. Немагнітний і слабомагнітний. Походження головним чином гіпергенне; поширений у корах вивітрювання і розсипах. Нерідко виникає у гідротермальних умовах і при метаморфізмі.
Промислові родовища екзогенні, в основному древні титано-цирконієві розсипи (Малишевське родов. в Україні).
Лейкоксен — важливий різновид титанової сировини. При розробці екзогенних родовищ титану добувається спільно із зміненим ільменітом і рутилом. Збагачується гравітаційними методами і флотацією з доводкою концентратів на магнітних і електричних сепараторах.
Від лейк… і грецьк. «ксенос» — чужий (C.W.Gümbel, 1874).